# Johann Feser

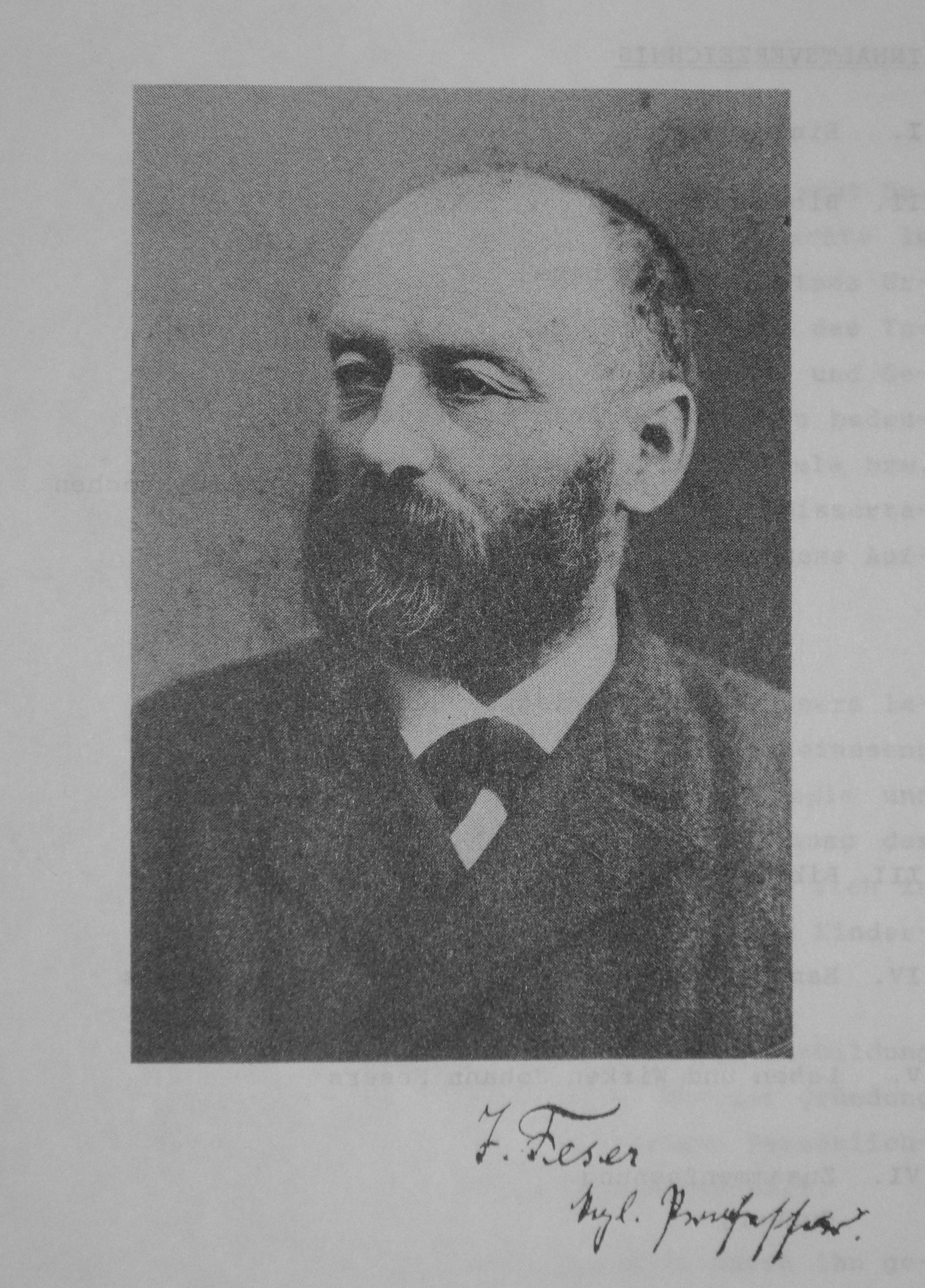
Johann Feser

Johann Feser (* 17. Februar 1841 in Würzburg; † 18. Oktober 1896 in München) war ein deutscher Tierarzt und Hochschullehrer.
Fesers Leistungen liegen auf dem Gebiet der Verwissenschaftlichung der tierärztlichen Ausbildung und der Organisation des tierärztlichen Standes. Feser veröffentlichte zahlreiche Arbeiten zur veterinärmedizinischen Chemie (Biochemie), Pharmakologie und Physiologie. Ein Schwerpunkt seiner wissenschaftlichen Arbeit war die Mikrobiologie. Er veröffentlichte zahlreichen Arbeiten zum Milzbrand und gilt als Entdecker des Rauschbranderregers. Weitere Verdienste erwarb sich Feser in der wissenschaftlichen Untermauerung von Milchwirtschaft und Viehzucht. Er erfand ein Gerät zur Bestimmung des Fettgehaltes der Milch (Laktoskop).

## Leben
Johann Feser war der Sohn des Metzgermeisters Johann Georg Feser (1804–1845) und dessen Frau Gertrud (1812–1858), geborene Schön. Sein Vater starb, als Johann Feser vier Jahre alt war. Seine Mutter heiratete erneut, und zwar den Metzgereigehilfen Philipp Fritz. Johann Feser hatte kein gutes Verhältnis zu seinem Stiefvater.
Johann Feser besuchte die Volksschule in Würzburg. Zusätzlich erhielt er Privatstunden in Latein und konnte so die Königliche Kreis-Landwirthschaft- und Gewerbschule zu Würzburg besuchen. 1857 ging er nach München, wo er eine Ausbildung an der königlich-bayerischen Central-Thierarzneischule zu München begann. Da Fesers Gesuch um ein Staatsstipendium abgelehnt worden war und sein Stiefvater es bevorzugt hätte, dass er Metzger geworden wäre und ihm daher nur wenig Unterhalt gab, musste Feser mit wenig Geld auskommen. Er galt als fleißiger Student. Fesers Mutter starb 1858; Johann Feser konnte sich die Reise zu ihrer Beerdigung nicht leisten. 1860 machte Feser seinen Abschluss mit Bestnote.
Sein Pflicht-Praktikantenjahr absolvierte Feser beim Bezirkstierarzt Strauss in Haßfurt in Unterfranken. Zu dieser Zeit veröffentlichte Feser seinen ersten Fachartikel (Das praktische Jahr der Veterinär-Candidaten Bayerns, Thierärztliche Mittheilungen, I. Heft, 1862, S. 12). Im Mai 1861 wurde Feser als Assistent an der internen Klinik der Tierarzneischule München angestellt. Im Oktober 1861 begann Feser Reisen zu Tierärztlichen Schulen in Wien, Dresden, Berlin und Hannover, die er im November unterbrechen musste, um seine praktische Staatsprüfung abzulegen, was ihm „vorzüglich mit Auszeichnung“ gelang. In Wien hielt sich Feser länger auf und knüpfte freundschaftliche Verbindungen mit mehreren Wissenschaftlern. Auch über diesen Aufenthalt verfasste er eine wissenschaftliche Arbeit (Die Thierarzneischule in Wien im Jahre 1861. Auszug aus einem Reiseberichte. Thierärztliche Mittheilungen, I. Heft, 1863, S. 45–94; III. Heft, 1863 S. 238–248).
Von September 1862 bis Oktober 1864 war Feser Repetitor an der Tierarzneischule München. Er begann seine ersten naturwissenschaftlichen Veröffentlichungen vorzubereiten und nutzte jede freie Stunde, um seine Kenntnisse zu vertiefen. So arbeitete er in den Laboratorien von Liebig, Jolly, Nägeli, Volhard, Buchner, Voit und anderen.
Im Januar 1865 folgte Feser einer Berufung an die Zürcher Tierarzneischule, wo er Prosektor und klinischer Assistent wurde. Später hielt er zusätzlich Vorlesungen über Botanik und „Tierchemie“. Ab 1866 war er wieder in München, um die Vorlesungen von Georg Niklas zu übernehmen, der 1865 gestorben war.
Im Deutschen Krieg diente Feser als Divisions-Veterinär im 4. Chevaulegers-Regiment. Der Ausgang des Krieges mit dem Prager Frieden deprimierte Feser. Er hatte auf eine Großdeutsche Lösung gehofft.
Feser war an der Königlichen Central-Thierarzneischule (ab 1890 Königliche Tierärztliche Hochschule, heute Tierärztliche Fakultät der Ludwig-Maximilians-Universität München) ab Juni 1867 bis in sein Todesjahr Ordinarius für Tierzuchtlehre und Gestütskunde, Geburtshilfe, Arzneimittellehre, allgemeine Therapie, Chemie und Physik.
Johann Feser heiratete im September 1867 die damals 16-jährige Elisabeth (Elise) Katharina Theresia Lindemer (1851–1917), mit der er vierzehn Kinder hatte, von denen aber fünf nicht das Kleinkindalter überlebten. Die Söhne Hermann (1874–1906) und Armin (1875–1940) wurden ebenfalls Tierärzte. Letzter trug den Titel eines Oberveterinärrats.
Als Ersatz für eine Habilitationsschrift legte Feser die Arbeit „Die thierischen Eiweißkörper und ihre Abkömmlinge“ vor (Thierärztliche Mittheilungen, XV. Heft 1868, S. 1–78, XVII. Heft 1870, S. 1–77).
1870/71 diente Feser wieder als Soldat, diesmal als „Divisions-Veterinär-Arzt auf Kriegsdauer“ im 2. Feldartillerie-Regiment „Brodeßer“. Seit dieser Zeit litt Feser an einer chronischen Erkrankung der Luftwege.
1872 lehnte Feser die Berufung auf eine Professur an der Tierarzneischule in Stuttgart ab. Anlässlich eines Kongresses der deutschen Tierärzte in Frankfurt im August 1872 forderte Feser die Verlegung des tierärztlichen Unterrichts an die Universitäten, wenigstens aber die wissenschaftliche Umgestaltung des „Thierarzneiwesens“.
1873 erkrankte Feser an der Cholera, die in München grassierte. Seine Familie brachte er vorsorglich nach Inning am Ammersee.
Feser engagierte sich für die Organisation seines Berufsstandes. 1874 lud er  als Schriftführer des „Vereins Münchener Tierärzte“ alle damals bekannten 30 tierärztlichen Organisationen ein, um eine gemeinsame Vereinigung für alle Tierärzte zu schaffen. Die Gründung des Deutschen Veterinärrates (DVR) als reichsweite Standesorganisation wurde im April 1874 auf einer Delegiertenversammlung in Berlin beschlossen. Fesers Vorbereitungen für diesen Zusammenschluss hatten bereits 1870 begonnen. Feser gründete einen Unterstützungsverein für die Hinterbliebenen bayerischer Tierärzte.
Feser war an Tierseuchen und ihrer Bekämpfung interessiert. 1875 wurde Feser Leiter der eigens für ihn eingerichteten therapeutischen Versuchsstation der Münchener Tierarzneischule. Außerdem bekam er eine Station in Lenggries bei Bad Tölz, wo er sich mit der Erforschung des Milzbrandes befasste. Feserr stellte 1875 gemeinsam mit Otto von Bollinger fest, dass der Rauschbrand nicht durch Bacillus anthracis verursacht wird, sondern durch einen anderen Erreger. Dieser wurde später durch Saturnin Arloing als Clostridium chauvoei (Syn. C. feseri) identifiziert. Darüber hinaus veröffentlichte Feser zahlreiche Arbeiten zum Milzbrand. Der staatliche Zuschuss für die Station in Lenggries wurde 1879 gestrichen. Bereits ab 1878 arbeitete Feser neben seiner  Lehrtätigkeit auch an der neuen Seuchenversuchsstation, die unter der Leitung von Ludwig Franck stand. Später folgten weitere Arbeiten zum Erysipeloid, zur Maul- und Klauenseuche, sowie zur Tuberkulose der Rinder.
1880 erhielt Feser als zusätzliches Amt den „Wanderlehrer für landwirthschaftliche Thierzucht und Consulent für Molkereiwesen im Königreich Bayern“. Bereits 1878 hatte er einen Milchfettprüfer („Feser's Laktoskop“) erfunden. Von 1882 bis 1889 hielt Feser gemeinsam mit Franz von Soxhlet einen jährlichen Molkereikurs. Nach dem Tode von Ludwig Franck musste Feser auch in dessen Fächern (Geburtshilfe und landwirtschaftliche Tierzucht) Vorlesungen halten. Feser absolvierte zahlreiche Reisen zu landwirtschaftlichen Ausstellungen und Betrieben.
Ab 1888 musste Feser seine zahlreichen Aktivitäten unter Berücksichtigung seines Gesundheitszustandes reduzieren. Dennoch wurde 1891 ein neues Institut für Pharmakologie an der Tierärztlichen Hochschule eröffnet und unter Fesers Leitung gestellt. Ab 1892 konnte er Teile seines umfangreichen Vorlesungskataloges abgeben; ab 1894 gab er auch die Funktion des Wanderlehrers und Konsulents ab. Am 18. Oktober 1896 starb Feser an den Folgen einer kavernösen Lungentuberkulose. Er wurde am 20. Oktober unter großer Anteilnahme der Familie, zahlreicher Schüler, Kollegen und Studenten an der Tierärztlichen Hochschule, Vertretern der Landwirtschaft und der Ministerien beigesetzt. Der Ehemann seiner zweitältesten Tochter übernahm die Vormundschaft der noch minderjährigen Kinder.

## Ehrungen
Feser war Ritter I. Klasse des Verdienstordens vom Hl. Michael.
Für sein Wirken als Offizier der bayrischen Armee erhielt er das Armeedenkzeichen 1866 und die deutsche Kriegsdenkmünze 1870/71.
Im November 1927 beschloss der Münchner Stadtrat, eine Straße nach Johann Feser zu benennen. Sie gehört heute zum Stadtbezirk Milbertshofen-Am Hart.
1948 wurde der Erreger des Rauschbrandes Feser zu Ehren als Clostridium feseri benannt. Der Erreger wird heute als Clostridium chauvoei bezeichnet.

## Werke
- Der Werth der bestehenden Milchproben für die Milchpolizei, erläutert nach meist eigenen Untersuchungen und besonderer Berücksichtigung der neuen Vogel'schen Methode. E. A. Fleischmann's Buchhandlung, München, 1866
- Lehrbuch der theoretischen und praktischen Chemie für Aerzte, Tierärzte und Apotheker – Nach den neuesten Ansichten der Wissenschaft und mit Berücksichtigung der für's gesammte deutsche Reich geltenden Pharmacopoea Germanica. Berlin, Verlag von August Hirschwald, 1873
- Die Nothwendigkeit der Reform des thierärztlichen Unterrichts in Deutschland, bewiesen durch die Geschichte der Münchener Thierarzneischule. Berlin, A. Hirschwald, 1873
- Zur Reform des thierärztlichen Unterrichts in Bayern. J. Gottewinter und Mössl, München 1874
- Der Milzbrand auf den oberbayrischen Alpen. Beobachtungen darüber an Ort und Stelle mit experimentellen Untersuchungen und geschichtlichen und statistischen Notizen. Th. Ackermann, München 1877
- Die polizeiliche Controle der Marktmilch. Vorträge für Thierärzte, I. Serie, 1878
- Gemeinverständliche Anleitung zur Aufzucht des Rindes. Zur Förderung der Rindviehzucht verfasst und den deutschen Landwirthen gewidmet. Bremen, M. Heinsius, 1883
- Reinzucht des rothgelben Franken- oder Scheinfelderviehes, begründet und erläutert für die fränkischen Viehzüchter. Im Verlage des Generalcomités des landwirtschaftlichen Vereins in Bayern, 1889
- Die für die oberpfälzischen Rinderverschläge geeignete Zuchtmethode. M. Wasner, Regensburg, 1889
- Molkerei. In: Die Landwirthschaft in Bayern. R. Oldenbourg, München, 1890
- Die Fleischversorgung der Stadt Wien. M. Pößenbachersche Buchdruckerei, München, 1891
- Das neue Lactoscop (Milchprüfer). München o. J.